# Vrchvarta
Vrchvarta (820 m n. m.) je sedlo v Chočských vrších, oddělující podcelky Choč na západě a Sielnické vrchy na východě. Leží na Slovensku v Žilinském kraji, okrese Dolný Kubín v extravilánu katastru obce Leštiny. 
Sedlem prochází úzká asfaltová cesta 3. třídy, spojující obec Lúčky na jihu v Liptovské kotlině s Osádkou na severu v Oravské vrchovině.